# Лінія 6 (метро Сан-Паулу)
Лінія 6 (помаранчева) — лінія метро Сан-Паулу, що зараз проектується та має зв'язати станцію Сан-Жоакін (зараз вже існує на лінії 1) зі станцією Бразіландія.
| Бразилія | Це незавершена стаття з географії Бразилії. Ви можете допомогти проєкту, виправивши або дописавши її. |